# St.-Pankratius-Kirche (Anröchte)

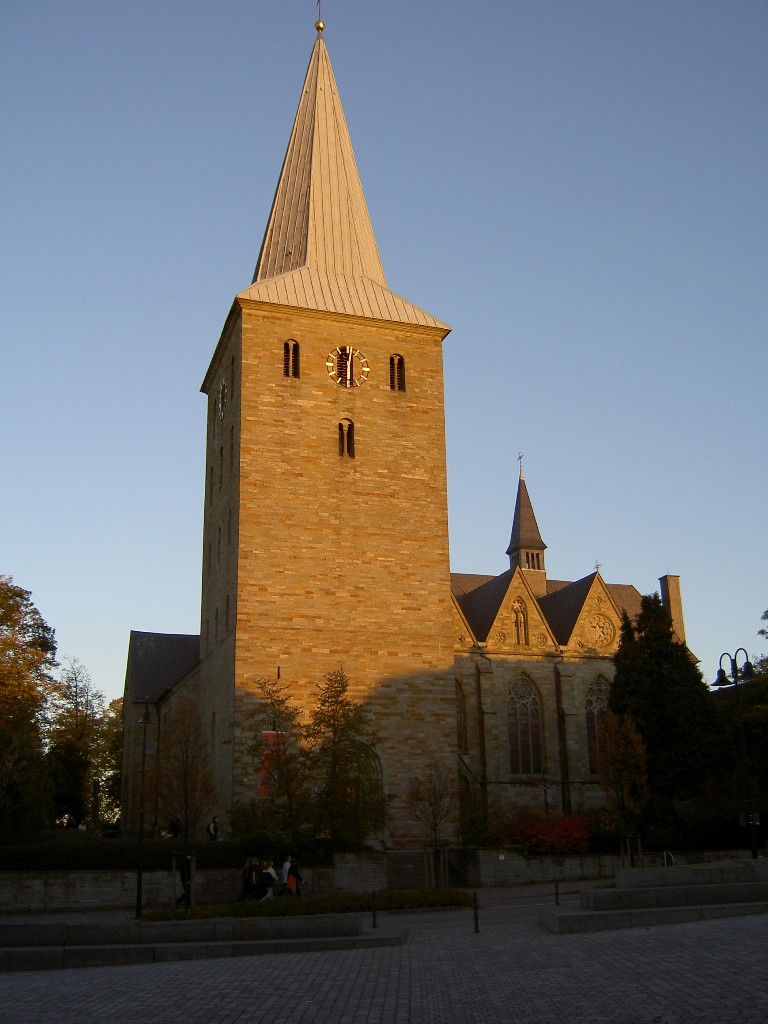
St.-Pankratius-Kirche in Anröchte

Die St.-Pankratius-Kirche ist eine denkmalgeschützte katholische Kirche in Anröchte, Kreis Soest (Nordrhein-Westfalen). Sie gehört zum Pastoralverbund Anröchte im Dekanat Lippstadt-Rüthen des Erzbistums Paderborn.

## Geschichte und Architektur
Die Hallenkirche entspricht dem Grafschafter Typ der westfälischen Hallenkirchen. Sie wurde in der Zeit zwischen 1180 und 1230 in Grünsandstein errichtet. Der Außenbau wird von einem mächtigen Turm beherrscht. Dieser öffnet sich in einem rundbogigen Tympanon, unter dem sich das geschmückte Portal befindet. Im Dreißigjährigen Krieg wurde der Turmhelm durch einen Brand zerstört, er wurde 1659 durch einen Knickhelm ersetzt. Seine Gesamthöhe beträgt 63 m. Die drei Schiffe des Langhauses werden von einem Satteldach zusammengefasst.
Der Innenraum hat einen fast quadratischen Grundriss. Die Seitenschiffe wirken wie schmale Gänge. Ein trapezförmiges erweiterndes Zwischenjoch bildet den Übergang vom Mittelschiff zum Chor.
In den Jahren 1894 und 1895 wurde unter der Leitung von Gerhard August Fischer ein neugotischer Erweiterungsbau an der Südseite angefügt. Dieser ist ebenfalls eine Hallenkirche, sie fügt sich harmonisch an den Ursprungsbau an.
Das Gebäude wurde in den Jahren 1996/1997 renoviert. Bei dieser Gelegenheit wurde auch eine neue Orgel von der Firma Sauer in Höxter errichtet.

## Ausstattung
- In der Kirche befindet sich die Kopie einer Pietà, deren Original aus Eiche vom Ende des 14. Jahrhunderts im Landesmuseum Münster steht.
- Das Glockengeläut im Kirchturm besteht aus vier Bronzeglocken, die 1946 von der Glockengießerei in Brilon gegossen wurden. Es sind die Marienglocke (h°), die Jesusglocke (d'), die Pankratiusglocke (e') und die Agathaglocke (g').[2] Eine weitere Glocke von 1505 hängt im Dachreiter.[3]
- Die Orgel der Firma Westfälischer Orgelbau S. Sauer aus dem Jahr 1998 verfügt über 27 Register auf zwei Manualen und Pedal. Sie löste eine Orgel aus dem Jahr 1896 der Werkstatt von Robert Knauf & Sohn ab, die 30 Register auf zwei Manualen und Pedal aufwies.[4]